# Ato Hand
Ato Yero Hand (* 30. června 1975 Tallahassee) je bývalý americký zápasník – judista.

## Sportovní kariéra
S judem začínal v 12 letech v rodném Tallahassee v klubu Leon County pod vedením svého otce Freda. Na střední škole Lincoln High se věnoval amerického tradičnímu zápasu a americkému fotbalu. Po skončení střední školy se však rozhodl věnovat judu přesunem do olympijského tréninkového centra v Colorado Springs. V americké mužské reprezentaci se pohyboval od roku 1995. V roce 1996 neuspěl v americké olympijské kvalifikaci pro start na domácích olympijských hrách v Atlantě. Uspěl až na další americké olympijské kvalifikaci na olympijské hry v Sydney v roce 2000. Po dobrém nalosování se probojoval do čtvrtfinále, kde prohrál na ippon technikou harai-makikomi s Francouzem Stéphanem Traineau. Sportovní kariéru ukončil v roce 2004 potom co se nedostal do amerického olympijské týmu pro olympijské hry v Athénách na úkor Rhadi Fergusona.

## Výsledky
| Turnaj                  | 1998           | 1999           | 2000           | 2001           |
| Turnaj                  | 23             | 24             | 25             | 26             |
| Turnaj                  | polotěžká váha | polotěžká váha | polotěžká váha | polotěžká váha |
| ----------------------- | -------------- | -------------- | -------------- | -------------- |
| Olympijské hry          |                |                | úč.            |                |
| Mistrovství světa       |                | úč.            |                | úč.            |
| Panamerické hry         |                | 3.             |                |                |
| Panamerické mistrovství | 3.             | 2.             | 1.             | úč.            |